# Бричева Лариса Ігорівна
Лариса Ігорівна Бричева (нар. 26 травня 1957, Москва) — російська державна і політична діячка, юристка. Помічниця Президента Російської Федерації — начальниця державно-правового управління Президента Російської Федерації. Кандидат юридичних наук. Заслужена юристка Росії.
Кавалер орденів «За заслуги перед Вітчизною» II і IV ступенів.

## Біографія
Закінчила з відзнакою юридичний факультет Московського державного університету імені М. В. Ломоносова в 1981 році і аспірантуру Інституту держави і права Академії наук СРСР в 1985 році.
Трудову діяльність розпочала в 1974 році. Працювала консультантом Держарбітражу при Мособлвиконкомі; юрисконсультом, старшим юрисконсультом ряду підприємств і організацій Москви.
У 1985—1987 роках — науковий співробітник Інституту держави і права Академії наук СРСР.
У 1985 році захистила дисертацію на здобуття наукового ступеня кандидата юридичних наук за темою «Цивільно-правова відповідальність у сфері обслуговування».
Із 1987 року по 1992 рік — редактор відділу; заступник головного редактора журналу «Советское государство и право».
У 1992—1993 роках — ведуча, головний спеціаліст Комітету Верховної ради Російської Федерації за законодавством; завідуюча сектором Комісії Ради Республіки з економічної реформи Верховної ради Російської Федерації.
У 1993—1999 роках займала відповідальні державні посади державної служби Російської Федерації: начальник відділу Адміністрації Президента Російської Федерації; керівник робочого апарату повноважного представника Президента Російської Федерації у Федеральних зборах; заступник начальника Головного державно-правового управління Президента Російської Федерації.
Із 1999 року очолює головне державно-правове управління Президента Російської Федерації.
Із березня 2004 року — помічник Президента Російської Федерації — начальник державно-правового управління Президента Російської Федерації.

## Власність і доходи
Згідно з офіційними даними, дохід Бричової за 2011 рік склав 4,24 млн рублів. Їй належать 2 земельні ділянки загальною площею 56,7 соток та житловий будинок. Згідно з даними, розміщеними в декларації, що містить відомості про доходи, витрати, про майно і зобов'язання майнового характеру осіб, які заміщають державні посади Російської Федерації, за 2018 рік Лариса Бричова заробила 8494241 рублів. У власності у помічника Президента РФ знаходяться земельна ділянка площею 2674 м², житловий будинок — 146,7 м², гараж — 106,1 м² і лазня — 71,9 м². Також у користуванні Лариси Бричової знаходиться квартира площею 79,8 м².

## Санкції
Лариса Бричева співробітники органу, який брав участь у формуванні, підтримці, реалізації політики Президента РФ, відповідно до якої проводились воєнні дії та геноцид цивільного населення в Україні. Лариса Бричева є підсанкційною особою в багатьох країнах світу.
24 лютого 2023 року, на тлі вторгнення Росії в Україну, внесена в санкційний список Канади, як «еліта і близький соратник режиму». 
12 лютого 2023 року додана до санкційних списків України.
24 лютого 2022 року додана до санкційних списків Великої Британії.

## Нагорода
- «Заслужений юрист Російської Федерації» (7 червня 1996 року) — за заслуги в зміцненні законності та багаторічну сумлінну роботу[10]
- Медаль «У пам'ять 850-річчя Москви» (1997 рік)
- Національна премія громадського визнання досягнень жінок «Олімпія» Російської Академії бізнесу та підприємництва[11] у 2004 році
- Орден «За заслуги перед Вітчизною» II ступеня (26 травня 2007 року) — за великий особистий внесок у забезпечення діяльності Президента Російської Федерації та формування правової держави[12]
- Медаль «За внесок у розвиток Федеральної служби судових приставів» (26 жовтня 2007 року)[13]
- Орден «За заслуги перед Вітчизною» IV ступеня (10 лютого 2011 року) — за великий внесок у розробку нормативних правових актів, що регулюють відносини в області забезпечення безпеки[14]
- Почесний працівник Федеральної служби судових приставів (16 серпня 2011 року)[15]
- Відзнака «За бездоганну службу» XXV років (25 травня 2012 року) — за багаторічну бездоганну державну службу[16]
- Орден Курчатова I ступеня (2012 рік)[17]
- У рейтингу «100 найвпливовіших жінок Росії» журналу «Огонёк», опублікованому в березні 2014 року, посіла 5 місце.[18]
- Медаль Столипіна П. А. I ступеня (30 травня 2017 року) — за заслуги в розвитку законодавства Російської Федерації та багаторічну плідну державну діяльність[19]